# Ana Rucner
Ana Rucner (ur. 12 lutego 1983 roku w Zagrzebiu) – chorwacka wiolonczelistka, reprezentantka Bośni i Hercegowiny w 61. Konkursie Piosenki Eurowizji w 2016 roku.

## Kariera muzyczna
Ana Rucner zaczęła swoją karierę muzyczną w 2004 roku, kiedy to nagrała gościnnie partie wokalne w utworze „Ti si mi u krvi” z debiutanckiego albumum studyjnego piosenkarki Ivany Kindl pt. Moj svijet.
W 2011 roku nagrała partie instrumentalne na płytę Ars diaboli kwartetu Rucnerów. W 2012 roku ukazała się debiutancka płyta studyjna Rucner zatytułowana Expression. W tym samym roku nagrała utwór „Jelo, Jelena” umieszczony na płycie pt. To je to! chorwackiego piosenkarza Sandiego Cenowa.
W 2013 roku zaśpiewała gościnnie w utworze „Adam i Eva” nagranym w duecie z Goranem Karanem i umieszczonym na jego albumie pt. Čovik tvoj. W tym samym roku wydała singiel „Uvijek vjerni”, który nagrała w hołdzie chorwackiej reprezentacji piłkarskiej.
W 2016 roku razem z Dalal Midhat-Talakić, Deenem i Jalem reprezentowała Bośnię i Hercegowinę z utworem „Ljubav je” w 61. Konkursie Piosenki Eurowizji organizowanym w Sztokholmie. 10 maja wystąpiła w pierwszym półfinale widowiska i nie zakwalifikowała się do finału.

## Dyskografia

### Albumy studyjne
- Expression (2012)